# Bejaria ledifolia
Bejaria ledifolia är en ljungväxtart som beskrevs av Bonpland in Humb. och Bonpl. Bejaria ledifolia ingår i släktet Bejaria och familjen ljungväxter. Inga underarter finns listade i Catalogue of Life.